# Liber maiolichinus
O Liber maiolichinus ou maiorichinus,  de gestis pisanorum illustribus ("Livro maiorquino dos fatos ilustres dos pisanos") é uma epopeia em latim medieval que narra, em 3542 versos hexâmetros, a expedição cruzada sob o liderado da república de Pisa às Baleares em 1113–1115. Foi escrito entre 1117 e 1125 por um pisano anônimo, provavelmente clérigo. Conserva-se em três manuscritos. 
O Liber contém as primeiras referências aos catalães (Catalanenses) e à Catalunha (Catalania), tratada como a sua pátria (a terra dos catalães). Raimundo Berengário III de Barcelona chama-se dux Catalanensis ("duque catalão") e rector Catalanicus hostes ("reitor dos exércitos catalães"). Ambos, Raimundo e o comes Ampurie, Hugo II de Ampúrias, louvam-se como Catalanicus heros ("herói catalão"). Os catalães são Christicolas Catalanensesque. 
O Liber é a fonte mais importante para reconstruir a história da expedição de 1113–15. Descreve os motivos dos pisanos e catalães, assim como os desejos de libertar os escravos cristãos e vencer os corsários muçulmanos que, com base nas Baleares, semeavam o terror por todo o Mediterrâneo "da Hispânia até a Grécia". No Liber mesturam-se o ciúme cristão e o orgulho cívico: o autor contou os conflitos entre pisanos e muçulmanos no século XI para demonstrar ambos. O Liber é também o documento mais antigo que refere o ataque do rei Sigurdo I da Noruega contra a ilha de Formentera. 